# Ganado (Arizona)
Ganado es un lugar designado por el censo ubicado en el condado de Apache en el estado estadounidense de Arizona. En el Censo de 2010 tenía una población de 1210 habitantes y una densidad poblacional de 83,54 personas por km².

## Geografía
Ganado se encuentra ubicado en las coordenadas 35°42′41″N 109°32′31″O / 35.71139, -109.54194. Según la Oficina del Censo de los Estados Unidos, Ganado tiene una superficie total de 23.31 km², de la cual 23.31 km² corresponden a tierra firme y (0%) 0 km² es agua.

## Demografía
Según el censo de 2010, había 1210 personas residiendo en Ganado. La densidad de población era de 83,54 hab./km². De los 1210 habitantes, Ganado estaba compuesto por el 5.87% blancos, el 0.25% eran afroamericanos, el 90.74% eran amerindios, el 0.91% eran asiáticos, el 0% eran isleños del Pacífico, el 0.08% eran de otras razas y el 2.15% pertenecían a dos o más razas. Del total de la población el 2.81% eran hispanos o latinos de cualquier raza.